# Suzhousaurus
Suzhousaurus (лат.) — вымерший род растительноядных динозавров из семейства теризинозаврид, живших во времена нижнемеловой эпохи (129,4—113,0 млн лет назад) на территории современного Китая. Типовой и единственный вид — Suzhousaurus megatherioides.

## Описание
Вид был назван и описан в 2007 году группой исследователей: Li Daqing, Peng Cuo, You Hailu, Matthew Lamanna, Jerrald Harris, Kenneth Lacovara и Zhang Jianping. Родовое название относится к Сучжоу (бывшее название средневековой административной единицы на территории современного городского округа Цзюцюань, где было найдено ископаемое). Название вида дано в честь Megatherium — рода больших ленивцев, ссылаясь на большие передние конечности, которыми отличались оба животных. Вторая составная часть видового названия -ides означает «похожий».
Вид описан на основе голотипа FRDC-GSJB-99 — частичного скелета, найденного в 1999 году в геологической формации Синьминьпу провинции Ганьсу (относящейся к баррему — апту). Состоит из правой верхней части передней конечности, правой лопатки, десяти позвонков, ребра, часть подвздошной и лобковой кости, череп отсутствует.
Грегори С. Пол в 2010 году оценил высоту динозавра в 6 метров, вес в 1,3 тонны. Представлял собой теплокровного двуногого динозавра с широким туловищем и коротким хвостом, покрытый примитивными перьями, задние конечности являются достаточно небольшими. Вполне вероятно, что данный вид обладал длинной шеей с небольшим продолговатым черепом, как у остальных представителей надсемейства Therizinosauroidea. Передние конечности были достаточно большие (длиной около 1 метра), заканчивающиеся когтями.

## Систематика
Suzhousaurus при описании был отнесён к базальным членам надсемейства Therizinosauroidea, как сестринский таксон рода Nothronychus из Америки, но достаточно далеко от рода Falcarius, ближайшего рода к общему предку надсемейства в родословной. Тесная взаимосвязь между Suzhousaurus и Nothronychus поддерживается анализом плечевой кости.
Исследования в 2013 года группы учёных во главе с Пу показали, что Suzhousaurus относится к семейству теризинозаврид.